# ボビー・ウィットロック
ロバート・スタンリー・「ボビー」・ウィットロック（Robert Stanley "Bobby" Whitlock, 1948年3月18日 - 2025年8月10日）は、アメリカ合衆国のミュージシャン、作曲家。エリック・クラプトンと共に、ブルース・ロック・バンドのデレク・アンド・ザ・ドミノスのメンバーだったことで最もよく知られる。

## 概要
ウィットロックの音楽キャリアは、サム&デイヴやブッカー・T&ザ・MG'sといったメンフィス・ソウルのグループで始まった。彼は1968年にデラニー&ボニー&フレンズに加わり、1970年にはクラプトンと共にロンドンでジョージ・ハリスンの『オール・シングス・マスト・パス』のセッションに参加した後、デレク・アンド・ザ・ドミノスを結成した。そして唯一のスタジオアルバム『いとしのレイラ』(1970年) で、「テル・ザ・トゥルース」「エニイデイ」「恋は悲しきもの」を含む多くの曲を単独あるいは共同で書き下ろした。
彼は1970年代に4枚のソロアルバムを録音した。その中にはクラプトン、ジョン・レノン、ドクター・ジョン、ローリング・ストーンズが参加した『ボビー・ウィットロック』と『ロウ・ヴェルヴェット』が含まれる。その後、活動を休止した。
1999年に復帰して『イッツ・アバウト・タイム』を発表。その後は妻ココ・カーメルとレコーディングや演奏を行い、2006年以降はテキサス州オースティンを拠点として他のミュージシャンと共に活動している。2人の作品には、デレク・アンド・ザ・ドミノス時代の曲の再演が収録された『Other Assorted Love Songs, Live from Whitney Chapel』 (2003年) がある。

## 経歴

### 1965-68年（初期の活動）

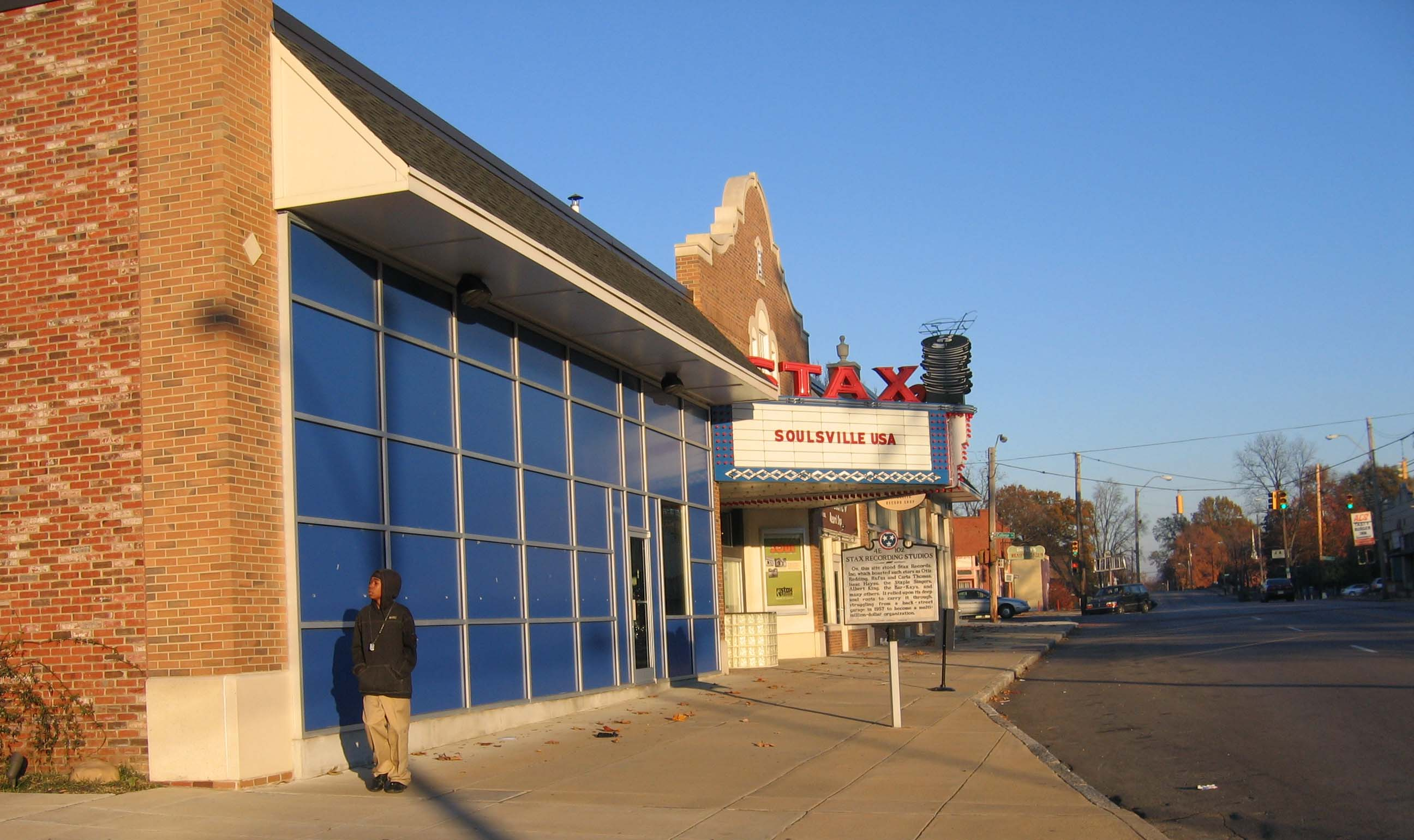
メンフィスにあるスタックス・ミュージアム。ウィットロックが10代に過ごしたスタックス・スタジオを再現展示している。

2011年5月のモジョ誌の記事で音楽ジャーナリストのフィル・サトクリフは、ボビー・ウィットロックがメンフィスで生まれ、ハモンドオルガンの演奏を「スタックス・スタジオでブッカー・Tの肩越しに覗き込んで」学んだと記述した。まだ10代のウィットロックは、アルバート・キング、サム&デイヴ、ザ・ステイプル・シンガーズ、ブッカー・T&ザ・MG'sなどのスタックス・レコードに関連するミュージシャンと親しくなり、同レーベルと契約した最初の白人アーティストだった。レコーディングへの彼の最初の貢献は、1967年にサム&デイブのシングル「I Thank You」で手拍子を担当したことであった。

1965年から1968年までウィットロックはメンフィスで定期的に演奏を行った。地元バンドのショート・カッツでオルガンを演奏し、その後カウンツを結成した。この期間のメンフィスについて、彼は2010年の自叙伝に次のように書いている。 
当時は音楽、特にソウルミュージックにとって素晴らしい時間と町だった。それは本当のリズム・アンド・ブルースだった。 アルバート・キングのR＆B、それが僕が話していることだ。それはルーズで、あなたが向きを変えたすべての場所の音楽についてだった。
スティーヴ・クロッパーなどの定評のあるスタックスのミュージシャンと、ドナルド・ダック・ダンとドン・ニックスがスタックスのサブレーベルでウィットロックのポップアルバムを制作する準備をしていたが、彼はデラニーとボニー・ブラムレットに会った後、メンフィスを離れた。彼はブラムレットがロサンゼルスで結成していたソウルレヴューバンドに彼を招待したとき、彼がカウンツと一緒にクラブで演奏していたことを思い出した。

### 1968-70年（デラニー&ボニー）
ウィットロックは1969年のデラニー&ボニーのアルバム『ホーム』と『オリジナル・デラニー&ボニー』で、ボーカルとキーボードでレコーディングに参加した。彼らのツアーバンド、デラニー&ボニー&フレンズには、彼が1970年代前半まで共に働くこととなるベーシストのカール・レイドル、ドラマーのジム・ケルトナー、ジム・ゴードン、ホーンセクションのボビー・キーズ、ジム・プライスが含まれていた。その他のメンバーとしてエリック・クラプトンが在籍していたが、彼は1969年7月から8月にかけて行われたアメリカツアーの途中にリードギタリストとして加入していた。このツアーの時に、デラニー&ボニーはクラプトンとスティーヴ・ウィンウッドの短命に終わったスーパーグループ、ブラインド・フェイスのサポートを行った。クラプトンは後にウィットロックを「僕がこれまで見た中で疑いなく最もエネルギッシュなサイドマン」と描写している。デラニー&ボニーの他のすべてのメンバーと共に、ウィットロックは1969年11月にイギリスに飛び、クラプトンが費用を負担し、大々的に宣伝されたヨーロッパツアーの準備を行った。
ウィットロックは自叙伝で、ロンドンに到着したことがバンドの中の力学を変えたと述べている。デラニー・ブラムレットは今や自分は新たに発見した成功に一人で全責任を負っている『大スター』だと考えていた。ウィットロックはロンドンでアメリカのソウルシンガー、ドリス・トロイのソロアルバムのためのセッションに参加した。アルバム『ドリス・トロイ』(1970年)はジョージ・ハリスンが共同プロデューサーとなり、アップル・レコードからリリースされた。ハリスンはイギリスのマスコミでデラニー＆ボニーを擁護し、クラプトンの招待を受け入れてツアーに参加した。デラニー&ボニー&フレンズのメンバーはクラプトンに誘われてジョン・レノンとオノ・ヨーコのプラスティック・オノ・バンドに合流して、1969年12月15日にロンドンのライシーアム劇場で開催されたUNICEF主催のチャリティー・コンサート『ピース・フォー・クリスマス』に出演した。
1970年の初旬にデラニー&ボニー&フレンズはクラプトンのソロアルバム『エリック・クラプトン・ソロ』のバックを務め、クラプトンと共にアメリカツアーを行った。ブラムレットとメンバー間で報酬に関する意見の不一致が生じ、メンバーの一部は脱退してレオン・ラッセルはジョー・コッカーとマッド・ドッグス&イングリッシュメンのツアーに参加した。ウィットロックは4月までデラニー&ボニーとの活動を続け、『デラニーよりボニーへ』のセッションに参加した。クロッパーのアドバイスを受けて彼はイギリスに戻り、クラプトンのサリーの自宅、ハートウッド・エッジに滞在した。

### 1970-71年（デレク・アンド・ザ・ドミノス）

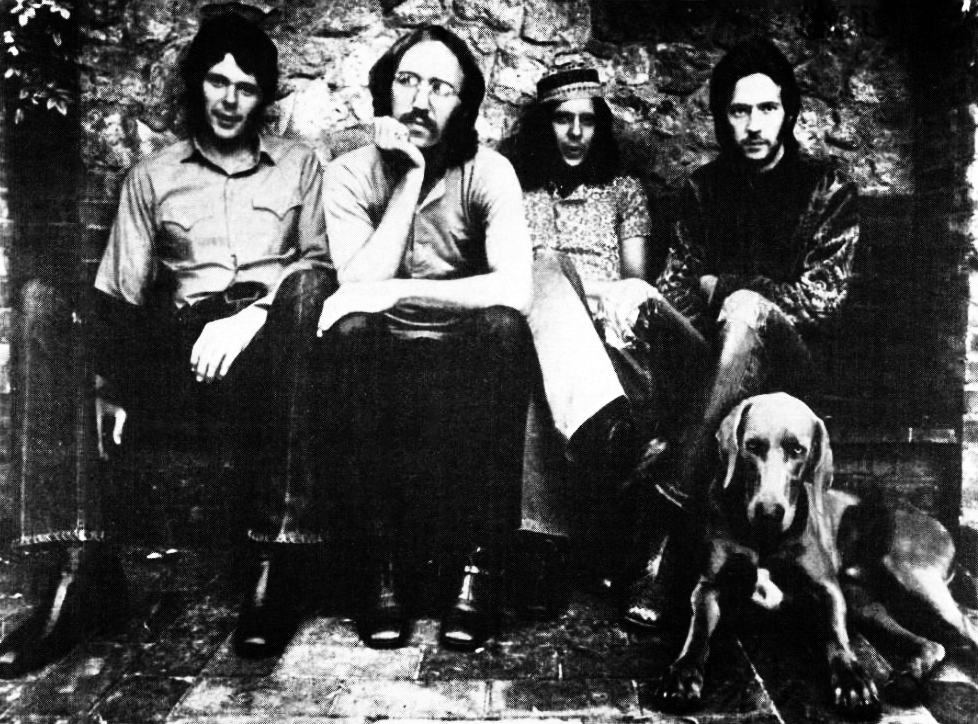
デレク・アンド・ザ・ドミノス、1970年（左から右）：ジム・ゴードン、カール・レイドル、ウィットロック、エリック・クラプトン

ウィットロックとクラプトンは新しいバンドを始めようとして、P.P.アーノルドのためのセッションでレイドルとゴードンに再会した。彼らはその後ハリスンのアルバム『オール・シングス・マスト・パス』のセッションに参加する。ウィットロックは後にこのセッションを「あらゆる点で壮観である」と記述した。フィル・スペクターがプロデュースしたレコーディングにはミュージシャンが大勢出演しているため、個々の貢献を確認するのは難しいが、ハリスンの伝記作家サイモン・レンは、ウィットロックを「オール・シングス・マスト・パス」の2人の「コアキーボードプレーヤー」の1人として特定している。鍵盤楽器として伝統的にハモンドオルガンを好んでいたウイットロックは、ハリスンの「ビウェア・オブ・ダークネス」のセッション中にスタジオ録音で初めてピアノを弾いた。
1970年6月、『オール・シングス・マスト・パス』セッションの序盤でクラプトン、ウィットロック、レイドル、およびゴードンは、ブルースロックバンドのデレク・アンド・ザ・ドミノスを結成した。彼らが最初に発表したのは、アメリカでのシングル「テル・ザ・トゥルース」であった。これは主にウィットロックが書き、スペクターがプロデュースした。8月にハリスンのアルバムの作業が完了すると、ドミノスはイギリスで小規模会場でのツアーを行った。またその夏、ウィットロックとメンバーはロンドンでドクター・ジョンのアルバム『ザ・サン、ムーン&ハーブス』(1971年) のセッションに参加した。
彼等はスペクターのサウンドの扱いに不満を持っていたため、マイアミのクライテリア・スタジオに行き、プロデューサーのトム・ダウドと協力した。セッションは9月上旬まで行われ、二枚組アルバム『いとしのレイラ』が完成した。アルバムには「テル・ザ・トゥルース」のリメイクに加えて、ウィットロックが作曲または共作した曲が5曲収められた。その中には「エニイデイ」、「恋は悲しきもの」、「キープ・オン・グロウイング」、「庭の木」が含まれた。「キープ・オン・グロウイング」と「庭の木」では彼がリード・ヴォーカルを担当し、他の曲では彼とクラプトンがサム&デイヴを彷彿とさせるスタイルでヴォーカルを共有した。

『レイラ』収録曲へのクラプトンのインスピレーションは、バンドのパワーに加えてハリスンの妻パティ・ボイドに対する横恋慕だった。この頃ウィットロックはボイドの妹ポーラと関係を持ち始めたので、自分が「内側の円の中に...それらすべてと一緒にその真ん中に」いたと説明している。彼は曲の中でのハリスンとクラプトンの間の音楽的対話についてコメントしている。
癒しとお互いを解放する方法として、2人の親友の間でサブリミナルメッセージが行き来した...僕はいつもそれらの曲の大部分が（『オール・シングス・マスト・パス』で）エリックに向けられていることを知っていた 、エリックが『レイラ』のレコードでジョージに行ったように。
1970年10月から12月にかけて、彼等はアルバムのプロモーションとしてアメリカ・ツアーを行ったが、アルバムの売り上げは殆ど影響を受けず、イギリスではチャートインすらしなかった。ボイドに拒絶されたクラプトンの落胆、メンバーの麻薬使用、そしてメンバー同士、特にゴードンとの対立、これら全てが1971年5月の解散につながった。

### 1971-76年（ソロ活動）
ウィットロックは1971年にロンドンのオリンピック・スタジオで、アンディ・ジョーンズを共同プロデューサーに迎えてソロアルバム『ボビー・ウィットロック』を録音した。この録音は不成功に終わったドミノスのセカンドアルバムのセッションの前に行われ、2013年の再発時には1973年3月に始まったとされた。一方、ドミノスのバイオグラファー、ジャン・リードはセッションはその年の1月に始まったとしている。ウイットロックはアルバムの大半でアコースティックまたはエレクトリックリズムギターを演奏し、ドミノスのメンバー全員も参加した。（多くの場合別々に録音された）、ブラムレット、ハリスン、キー、プライス、ケルトナーらの音楽的貢献も含まれていた。それらの曲の中で、「Where There's a Will」は、1969-70年のデラニー&ボニーのライヴで取り上げられた、ウイットロックとボニー・ブラムレットのコラボレーションであり、「A Day Without Jesus」はウイットロックとドン・ニックスによる共作である。このアルバムは、US Billboard 200チャートの最高140位を記録し、ビルボード誌は「説得力のある強力なファーストアルバム」として賞賛した。
ウィットロックの2枚目のアルバムはABC-ダンヒル・レコードから1972年11月にリリースされた『ロウ・ヴェルヴェット』であった。「Hello L.A., Bye Bye Birmingham」にはクラプトンとゴードンが参加したが、「テル・ザ・トゥルース」の別のリメイクを含むアルバムの大部分には、ギタリストのリック・ヴィトーや元ヴァン・ダー・グラフ・ジェネレーターのベーシストのキース・エリスなどの新たなアソシエイトが参加した。アルバムはジミー・ミラーが共同プロデュースし、そのつながりでウィットロックはローリング・ストーンズの『メイン・ストリートのならず者』（1972年）にクレジットなしで参加した。この時点で「いとしのレイラ」はヒット曲になり、『エリック・クラプトンの歴史』(1972年)のプロモーションとしてシングルがリリースされた。これによりデレク・アンド・ザ・ドミノスの批判的な再評価と、遅れた商業的成功につながった。1970年に録音されたライヴアルバム『イン・コンサート』は1973年1月にリリースされ、同様に好評を博した。『ロウ・ヴェルヴェット』はBillboard 200チャートの最高190位を記録したが、それはチャートインしたウィットロックの最後のアルバムとなった。ウイットロックはクラプトンを演奏に復帰させようと試みたがそれは無駄に終わった。彼は2年間待った後、アメリカに戻った。
ソロ3作目『ワン・オブ・ア・カインド』はビル・ハルヴァーソンを共同プロデューサーに迎え、1975年にカプリコーン・レコードからリリースされた。1976年には『Rock Your Sox Off』を発表し、アルバムのオープニングには新たに録音した「恋は悲しきもの」が収められた。
その後、彼は音楽業界から引退した。2001年にMojoのライターであるハリー・シャピロに「僕には対処すべき自分自身の問題があった」と語っている。2006年には、この引退についてオースティン・クロニクル紙に「音楽には何も起こっていなかったので、止めるのは難しくなかった」と述べ、当時あったディスコでの人気は台無しになった。
彼は1980年代から1990年代の大半をミシシッピの農場で過ごし、子どもを育て、時々セッションの仕事をした。また自らのテレビ番組にスティーヴ・クロッパーと出演した。この期間の数少ない音源には、1983年にスワンソング・レコードからリリースされた、スコットランド人の歌手マギー・ベルとのデュエット"Put Angels Around You"がある。

### 1999年以後
1999年、『It's About Time』を発表し、ソロ活動を再開した。アルバムにはクロッパーと、サックス奏者のジム・ホーンが協力した。オールミュージックのマイケル・スミスは「ウィットロックの今まで最も好奇心をそそる創造の1つ」と「私たちが近年から十分聞いていないミュージシャンからのすばらしいセット」としてアルバムを評価した。2000年4月には、BBCのジュールズ・ホランドの番組「Later... with Jools Holland」でクラプトンと再共演した。翌年、彼はバディ・ガイのアルバム『Sweet Tea』でピアノを演奏した。
2003年、ウィットロックと妻ココ・カーメルはドミノスの曲を再演したライブアルバム『Other Assorted Love Songs』をリリースした。このアルバムにはハリスンの「オール・シングス・マスト・パス」のカバーも収められた。音楽評論家のブルース・エーダーはアルバムを賞賛し、「（『レイラ』の）クラシックな曲は見事に持ちこたえている...（こ）こでは、アコースティックギターとピアノは十分な伴奏であり、実際、ウイットロックの強力な歌と音域と相まって、これらが決定的なバージョンであることを強く主張している」と評した。
2006年、ウィットロックとカーメルはテキサス州オースティンに転居した。夫妻はデヴィッド・グリソム、スティーヴン・ブルートン、ブラネン・テンプルなどのミュージシャン、特別ゲストのウィリー・ネルソンの協力を得て、『Lovers』（2008）と、ライヴ盤の『Metamorphosis』（2010）を制作した。この2枚はドミノ・レーベルからリリースされ、『Lovers』にはウィットロックが1970年代初頭にクラプトンと書き始めた曲「Dear Veronica」と、ゴードンが作曲して彼がふさわしいとは考えていなかった後半部を省略した「レイラ」のリメイクが含まれていた。『Vintage』（2009）は1990年代からの彼の未発表曲を編集し、クロッパーとホーンが参加した。ウィットロックのソロアルバム『My Time』（2009）は、クロッパー、ケルトナー、ホーン、ティム・ドラモンド、バディ・ミラーらが参加した。その後はカーメルと共に、『Esoteric』（2012）やライヴ盤『Carnival: Live in Austin』（2013）などをリリースした。2013年、オースティンのライヴ盤のリリースに関連して、ウイットロックとカーメルはトレイシー・ティボドーのポッド・オ・ポップのインタビューを受け、デレク・アンド・ザ・ドミノスの結成、クラプトンとの作曲、ハリスンの『オール・シングス・マスト・パス』での演奏について詳しく話した。
2010年、音楽史家のマーク・ロバーティの手による「Bobby Whitlock: A Rock 'n' Roll Autobiography」が出版された。序文はエリック・クラプトンが手がけた。ウィットロックの最初の2枚のソロアルバムはリマスターが行われ、『Where There's a Will, There's a Way: The ABC-Dunhill Recordings』としてフューチャーデイ・レコードから2013年9月にリリースされた。
2025年8月10日、テキサス州の自宅で死去。77歳没。

## ディスコグラフィ
| ソロアルバム - 『ボビー・ウィットロック』 - Bobby Whitlock (1972) - 『ロウ・ヴェルヴェット』 - Raw Velvet (1972) - 『ワン・オブ・ア・カインド』 - One of a Kind (1975) - 『ロック・ユア・ソックス・オフ』 - Rock Your Sox Off (1976) - 『ベル・ボトム・ブルース』 - It's About Time (1999) - Other Assorted Love Songs, Live from Whitney Chapel (2003) - live album, with CoCo Carmel - Lovers (2008) - with Carmel - Lovers: The Master Demos (2009) - with Carmel - Vintage (2009) - 『マイ・タイム』 - My Time (2009) - Metamorphosis (2010) - live album, with Carmel - Esoteric (2012) - with Carmel - Carnival: Live in Austin (2013) - live album, with Carmel - 『ボビー・ウィットロック・ストーリー』 - Where There's a Will, There's a Way: The ABC-Dunhill Recordings (2013) | その他の著名な参加作品 - デラニー&ボニー, 『ホーム』 (1969) - デラニー&ボニー, 『オリジナル・デラニー&ボニー』 (1969) - デラニー&ボニー, 『オン・ツアー・ウィズ・エリック・クラプトン』 (1970) - エリック・クラプトン, 『エリック・クラプトン・ソロ』 (1970) - ドリス・トロイ, 『ドリス・トロイ』 (1970) - デラニー&ボニー, 『デラニーよりボニーへ』 (1970) - ジョージ・ハリスン, 『オール・シングス・マスト・パス』 (1970) - デレク・アンド・ザ・ドミノス, 『いとしのレイラ』 (1970) - デラニー&ボニー, 『モーテル・ショット』 (1971) - ジョン・サイモン, 『ジョン・サイモンズ・アルバム』 (1971) - ドクター・ジョン, 『ザ・サン、ムーン&ハーブス』 (1971) - エリック・クラプトン, 『エリック・クラプトンの歴史』 (1972) - ジョン・アンド・ヨーコ/プラスティック・オノ・バンド, 『サムタイム・イン・ニューヨーク・シティ』 (1972) - ローリング・ストーンズ, 『メイン・ストリートのならず者』 (1972) - デレク・アンド・ザ・ドミノス, 『イン・コンサート』 (1973) |

## 注
1. ↑  クラプトンは、同年9月13日にカナダのトロントで開催された『ロックン・ロール・リバイバル・コンサート』に、ジョン・レノン、オノ・ヨーコ、クラウス・フォアマン（ベース）、アラン・ホワイト（ドラムス）と共にプラスティック・オノ・バンドとして出演した。
2. ↑  レノンとヨーコ、クラプトン、フォアマン、ホワイトのプラスティック・オノ・バンドにハリスン、デラニー&ボニー&フレンズのメンバー、キース・ムーンやビリー・プレストンも加わったバンドは「プラスティック・オノ・スーパーグループ」と呼ばれた。レノンの生涯最後のイギリスでのライブ活動になった当日の音源は、1972年にレノンとヨーコの2枚組アルバム『サムタイム・イン・ニューヨーク・シティ』の『ライブ・ジャム』に収録された[22]。
3. ↑  ウイットロックは、デラニー&ボニーの1971年のスタジオアルバム『モーテル・ショット[27]』に、彼の出発前に録音された「Goin' Down the Road Feelin' Bad」などの曲を含めて登場している[28]。
4. ↑  ウィットロックは自伝の中で、キーボードの他に、アルバムでチューブラーベルを演奏し、キーとプライスのホーンパートを編曲したと書いている[36]。レンはまた、タイトルトラックや「レット・イット・ダウン」などの曲のバックボーカリストとして、ウィットロックとクラプトンの功績を認めている[37]。

## 参照
1. 1 2 3 4 5  Phil Sutcliffe, "Derek and the Dominos: The Story of Layla", Mojo, May 2011; available at Rock's Backpages (subscription required; retrieved September 27, 2013).
2. ↑  Whitlock, pp. 28-29.
3. 1 2 3 4 5  Rob Caldwell, "Bobby Whitlock: Biography", AllMusic (retrieved September 29, 2013).
4. ↑  Whitlock, pp. 27, 31, 34.
5. ↑  Whitlock, p. 27.
6. 1 2 3 4  Harris, p. 70.
7. ↑  Whitlock, pp. 34-35.
8. 1 2 3 4 5  Caligiuri, Jim (2006年12月1日). “Keep on Growing: Playing Dominos with Bobby Whitlock”. Austin Chronicle. 2012年8月22日閲覧。
9. ↑  Whitlock, p. 35.
10. 1 2 3 4 5 6 7 8 9 10 11  Harry Shapiro, "The Prince of Love ... Or How the Recording of 'Layla', Clapton's Ode to Forbidden Love, Made Victims of Derek and the Dominos", Mojo, January 2001; available at Rock's Backpages (subscription required; retrieved September 27, 2013).
11. ↑  Whitlock, pp. 42, 48-49.
12. ↑  Graff & Durchholz, p. 327.
13. ↑  O'Dell, pp. 111, 167.
14. 1 2 3  The New Rolling Stone Encyclopedia of Rock & Roll, p. 183.
15. ↑  The New Rolling Stone Encyclopedia of Rock & Roll, pp. 183, 254.
16. ↑  Harris, p. 69.
17. ↑  Eric Clapton's foreword, Whitlock, p. 1.
18. ↑  Whitlock, pp. 52, 53.
19. ↑  "Doris Troy", Apple Records (retrieved September 27, 2013).
20. ↑  Whitlock, pp. 53-54.
21. ↑  Leng, p. 67.
22. ↑  Blaney, p. 41.
23. ↑  Reid, p. xiii.
24. ↑  Whitlock, p. 60.
25. 1 2  Nick DeRiso, "Books: Eric Clapton, Day by Day: The Early Years, 1963-1982, by Marc Roberty (2013)", Something New!, June 16, 2013 (retrieved November 4, 2014).
26. ↑  Whitlock, pp. 61, 65.
27. ↑  "Delaney & Bonnie Motel Shot" > Credits, AllMusic (retrieved October 1, 2013).
28. ↑  Whitlock, p. 65.
29. 1 2  Harris, p. 72.
30. ↑  Reid, p. 95.
31. 1 2 3  Whitlock, p. 77.
32. ↑  Leng, p. 82fn.
33. ↑  Whitlock, pp. 75-76.
34. ↑  Leng, p. 92fn.
35. ↑  Reid, p. 94.
36. ↑  Whitlock, pp. 75, 81.
37. ↑  Leng, pp. 90, 96.
38. ↑  Reid, pp. 104, 105.
39. ↑  Schumacher, p. 143.
40. ↑  Reid, p. 107.
41. 1 2  Reid, p. 105.
42. ↑  Clapton, pp. 135-36.
43. ↑  Harris, p. 73.
44. ↑  Graff & Durchholz, p. 238.
45. ↑  Reid, p. 128.
46. 1 2  Noel Murray, "Derek and the Dominos: When God walked among us", A.V. Club, April 6, 2011 (retrieved October 30, 2014).
47. ↑  Reid, pp. xv, 126, 127, 130.
48. ↑  Nigel Williamson, "The Making of … Derek and the Dominos' Layla", Uncut, October 2006 (retrieved October 30, 2014).
49. ↑  Clapton, p. 135.
50. 1 2 3 4  Reid, p. 145.
51. 1 2  "Bobby Whitlock: First Two Albums Reissued", Where's Eric!, September 15, 2013 (retrieved September 29, 2013).
52. ↑  Whitlock, pp. 237-38.
53. ↑  Leng, p. 123fn.
54. ↑  "Bobby Whitlock Bobby Whitlock" > Track listing, AllMusic (retrieved September 29, 2013).
55. 1 2  “Bobby Whitlock - Awards”.  AllMusic. 2015年11月14日時点のオリジナルよりアーカイブ。2022年5月4日閲覧。
56. ↑  Album Reviews, Billboard, March 18, 1972, p. 46 (retrieved September 27, 2013).
57. ↑  Patrice Eyries, Mike Callahan & David Edwards, "Dunhill Album Discography", bsnpubs.com (retrieved September 29, 2013).
58. ↑  Whitlock, p. 238.
59. 1 2  William Ruhlmann, "Derek and the Dominos: Biography", AllMusic (retrieved September 27, 2013).
60. ↑  William Ruhlmann, "Eric Clapton The History of Eric Clapton", AllMusic (retrieved September 28, 2013).
61. ↑  Album credits: Bobby Whitlock, One of a Kind (Capricorn Records, 1975).
62. ↑  Rob Caldwell, "Bobby Whitlock One of a Kind", AllMusic (retrieved September 29, 2013).
63. ↑  Rob Caldwell, "Bobby Whitlock Rock Your Sox Off", AllMusic (retrieved September 29, 2013).
64. ↑  Listing: "Maggie Bell and Bobby Whitlock - Put Angels Around You", Discogs (retrieved October 2, 2013).
65. 1 2  Michael B. Smith, "Bobby Whitlock It's About Time", AllMusic (retrieved September 30, 2013).
66. ↑  "Buddy Guy Sweet Tea" > Credits, AllMusic (retrieved September 30, 2013).
67. 1 2  Bruce Eder, "Bobby Whitlock & Kim Carmel Other Assorted Love Songs", AllMusic (retrieved September 30, 2013).
68. ↑  Whitlock, pp. 238-39.
69. ↑  Whitlock, pp. 47, 239.
70. 1 2  Records, bobbywhitlockandcococarmel.com (retrieved September 30, 2013).
71. ↑  Bruce Eder, "Bobby Whitlock Vintage", AllMusic (retrieved September 30, 2010).
72. ↑  Whitlock, p. 240.
73. ↑  Thibodeaux, Tracy (2013年7月24日). “Pods o' Pop-Bobby Whitlock & CoCo Carmel”. Interview.  Pods o' Pop. 2013年10月4日閲覧。
74. ↑  “New Bobby Whitlock Autobiography with Foreword by Eric Clapton”.   Eric Clapton Music News. 2012年8月22日閲覧。
75. ↑  "Bobby Whitlock: First Two Albums Reissued", Where's Eric!, September 15, 2013 (retrieved September 30, 2013).
76. ↑  “Derek & the Dominos' Bobby Whitlock dies at 77” (英語). Everett Post (2025年8月10日). 2025年8月10日閲覧。